# Kypello Kyprou 1936-1937
La Kypello Kyprou 1936-1937 fu la 3ª edizione della coppa nazionale cipriota. Vide la vittoria finale dell'APOEL.

## Formula
Al torneo parteciparono le sette squadre iscritte alla A' Katīgoria 1936-1937. Erano previsti turni a eliminazione diretta con gare di sola andata da disputare in casa di una delle due squadre, in base al sorteggio; in caso di parità nei 90 minuti erano previsti i supplementari e, in caso di perdurare della parità, la ripetizione della partita.
La finale fu disputata il 28 febbraio del 1937 allo Stadio GSP di Nicosia.

## Quarti di finale
Le partite sono state giocate il 24 gennaio 1937.
| Squadra 1          | Risultato | Squadra 2     |
| ------------------ | --------- | ------------- |
| APOEL              | 6 - 2     | Anorthōsis    |
| Olympiakos Nicosia | 3 - 2     | Arīs Limassol |
| AEL Limassol       | 1 - 4     | Trast         |
| Lefkoşa Türk       | -         |               |

## Semifinali
| Squadra 1 | Risultato | Squadra 2          |
| --------- | --------- | ------------------ |
| APOEL     | 3 - 1     | Lefkoşa Türk       |
| Trast     | 4 - 1     | Olympiakos Nicosia |

## Finale
| Arbitro: | Arthouros Skiadas |

|                                                  |           |                  |
| Likourgos Archontides 47’ Giorgos Avraamides 80’ | Marcatori | 44’ Fenek Vensan |